# 降落伞 (科罗拉多州)
降落伞（英語：Parachute）是美国科罗拉多州加菲尔德县下属的一座自治市鎮。建市于1908年4月1日，面积大约为1.67平方英里（4.325平方公里）。根据2010年美国人口普查，该市有人口1,085人。2011年估计该市有人口1,083人，相比2010年人口增长率为-0.18%。同时，论人口该市是科罗拉多州第139大城市。